# Yonex
Yonex Co., Ltd. (ヨネックス株式会社 Yonekkusu Kabushiki-gaisha) (TYO: 7906
) er en japansk producent af sportsudstyr til badminton, golf og tennis. De producerer ketsjere, golfkøller, sko, fjerbolde, tennisbolde og andet udstyr til disse sportsgrene.

## Historie
Virksomheden blev etableret i 1946 af Minoru Yoneyama som en producent af træflydere til brug for fiskenet. Virksomheden blev senere presset ud af dette marked pga. opfindelsen af plastikflydere. Dette betød at Yoneyama gav tilsagn om aldrig igen at tabe terræn til teknologiske forbedringer.
I 1957 begyndte Yoneyama at producere badmintonketsjere til andre mærker. I 1961 blev den første Yoneyama-mærkede ketsjer introduceret, og efter to år blev der etableret en eksportvirksomhed til distribution på verdensmarkedet. Efter at virksomheden begyndte at fremstille aluminiumsbadmintonketsjere i 1969, så blev den samme teknologi overført til tennisketsjere, som blev lanceret i 1971. Virksomheden begyndte at eksperimentere med grafitskafter for begge typer af ketsjere og fandt ud af, at de også er brugbare til golfkøller.
På et voksende marked blev Yonex Corporation (et helvist ejet datterselskab) etableret i Torrance i Californien i juli 1983. I 1992 introducerede Yonex en widebody badmintonketsjer, "Isometric 500", en ketsjer der var meget mindre "tåredråbe"-formet end tidligere modeller. Det mere "firkantede" hoved giver en meget større træfoverflade, som giver en større "sweet spot" til at ramme fjerbolden. Det medførte at andre producenter fulgte efter med "firkantet hoved" eller isometriske designs.
Moderselskabet blev børsnoteret på Tokyo Stock Exchange i 1994. Yonex beskriver sig selv som the world leader in golf, tennis and badminton equipment. Yonex leverer beklædning til nationale badminton organisationer omkring i verden, såsom Malaysian Badminton Association, Badminton Scotland, Badminton England, Badminton Ireland og Badminton Wales. Yonex er gået sammen med OCBC (Orange County Badminton Club) siden 2007 om afholdelsen af de årlige U.S. Open Grand Prix Badminton Championships.
Yonex har formået at blive den dominerende aktør indenfor badminton. Yonex sponsorer All England Open Badminton Championships og er partner med Badminton World Federation, som organiserer VM i badminton. Omkring 80 % af konkurrencespillerne bruger Yonex-ketsjere. Yonex er en betydelig aktør indenfor både tennis og golf-branchen og en betydelig sponsor for professionelle atleter i alle tre sportsgrene.